# Pointe Morel
Pour les articles homonymes, voir Morel.
La pointe Morel est un cap de Guadeloupe situé aux Saintes.

## Géographie
Il forme avec la pointe à l'Eau la baie du Marigot. 

## Histoire
Un phare y a existé de 1949 à 1953.